# Temple d'Amon (Soleb)
Pour les articles homonymes, voir Temple d'Amon.
Le temple d'Amon de Soleb (Ḫʿ-m-Mȝʿ.t  en égyptien ancien) est un temple égyptien voué au culte d'Amon. Il est situé au Soudan actuel à proximité du village de Soleb, sur la rive ouest du Nil, entre la IIe et IIIe cataracte. 

## Histoire du site
Le temple d'Amon est l'œuvre d'Amenhotep fils de Hapou, architecte du temple de Louxor. Sa construction est envisagée au nord du royaume de Koush dans les premières années du règne. Construit dans un grès très tendre, il est grandement détruit dès l'Antiquité, entre le VIIe et le Ve siècle avant J.-C., à la suite de séismes ou d'inondations. Les différents éléments du temple et de la nécropole ont pour partie été réutilisés sur d'autres sites, à l'instar du Gebel Barkal où l'on a retrouvé deux lions en granit rouge, aujourd'hui conservés au British Museum.

## Architecture

### Plan
Entouré d'une enceinte délimitant le secteur sacré, le temple est composé d'une avant-salle séparée par un grand pylône de deux cours péristyles successives, conduisant à la grande salle hypostyle, avant d'arriver à l'espace tripartite dédié aux sanctuaires.

### Décor
Le décor du temple n'a jamais été achevé. Il est majoritairement connu pour ses représentations détaillées de la fête-sed, prenant place dans la première cour. 
Il a particulièrement souffert des damnations mémorielles de l'image et du nom d'Amon sous le règne d'Akhénaton, avant que ne soient entrepris des travaux de restauration sous le règne de Toutânkhamon. 

## Théologie
La théologie de Soleb témoigne des mécanismes complexes de divinisation du souverain au Nouvel Empire : Amenhotep III y est en effet divinisé sous la forme du dieu Nebmaâtrê tandis que sa grande épouse royale, la reine Tiyi, est assimilée à la déesse Hathor au temple de Sedeinga, érigé à son intention à une quinzaine de kilomètres.
Ce temple témoigne non seulement de la grandeur de l'art égyptien sous la XVIIIe dynastie, mais aussi de son idéologie conquérante ; le roi est ainsi le gardien de l'ordre face au chaos des pays étrangers.

## Redécouverte et fouilles du temple
Le temple est mentionné pour la première fois par l'explorateur suisse Jean Louis Burckhardt, qui l'aperçoit le 15 mars 1813. Une description détaillée du temple est publiée en 1826 dans le récit de voyage de Frédéric Cailliaud, relatant sa visite à Soleb entre le 4 et le 7 janvier 1821. Il faut attendre la fin de l'année 1957 pour qu'y soient conduites les premières missions de fouilles, menées par l'université de Pise sous le mécénat de l'égyptologue Michela Schiff Giorgini. S'ensuivront alors six campagnes de fouilles entre 1957 et 1963 qui aboutiront à la publication du temple.

## Photos

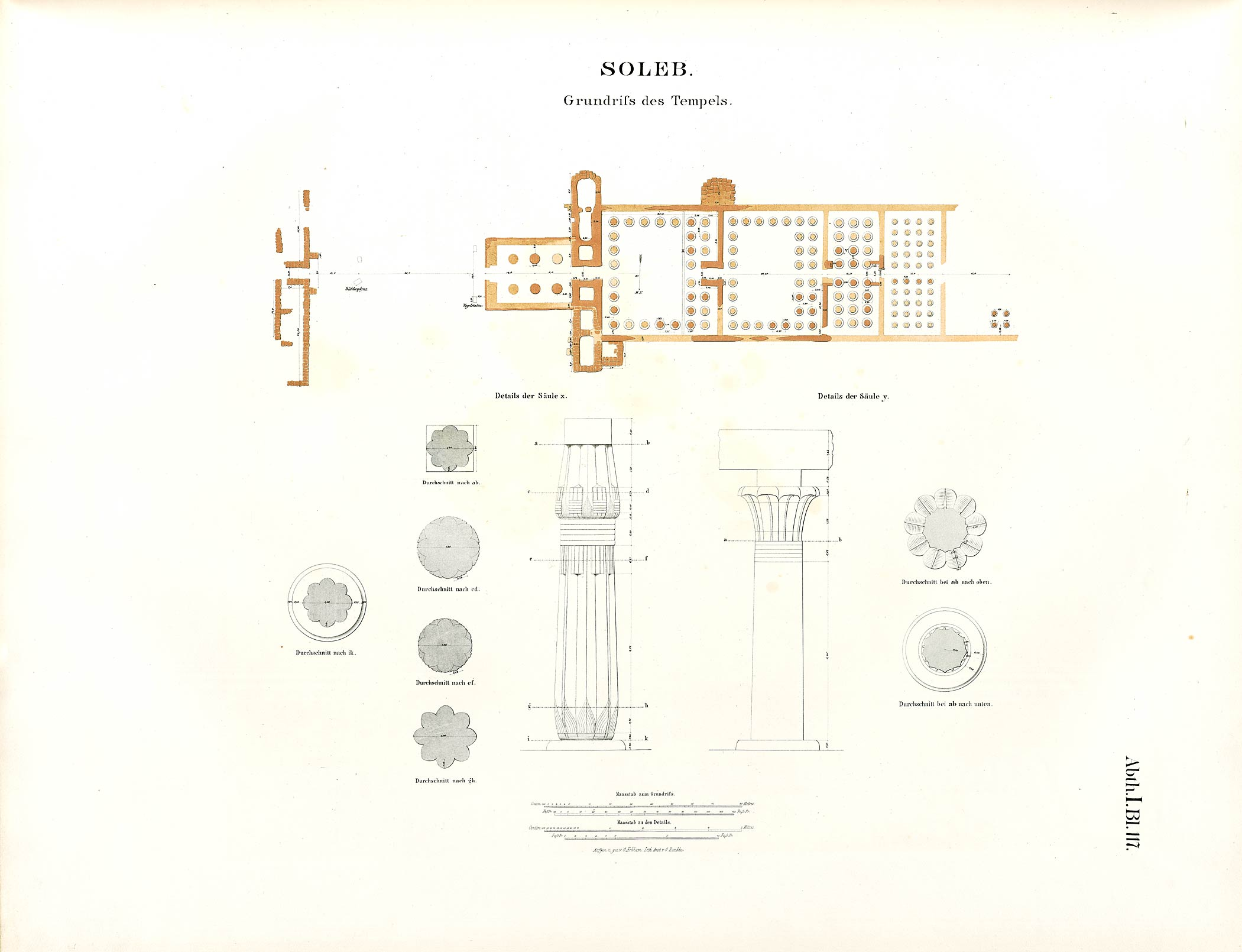
Plan du site relevé par Lepsius.
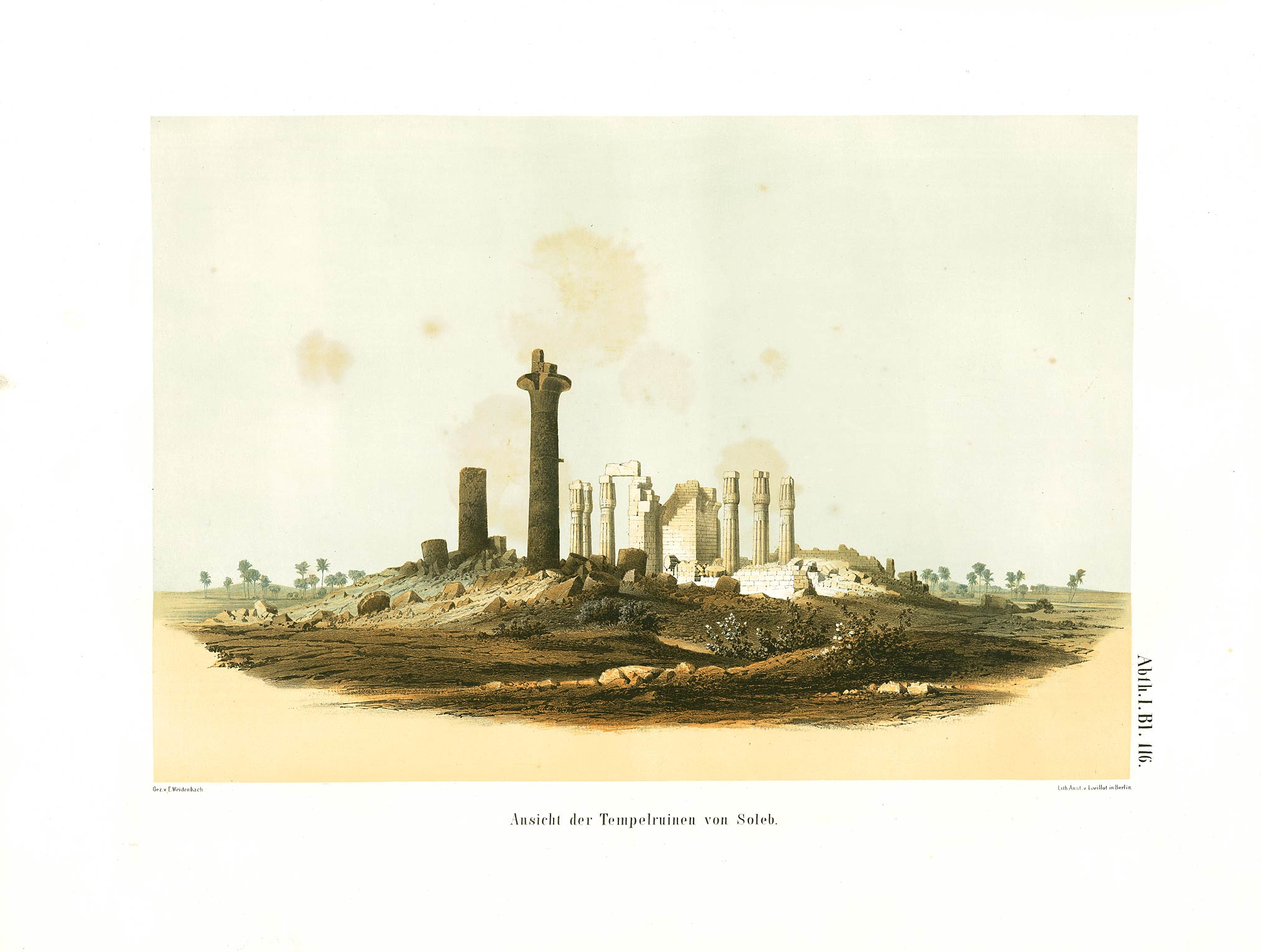
Vue des ruines du temple au XIXe siècle.
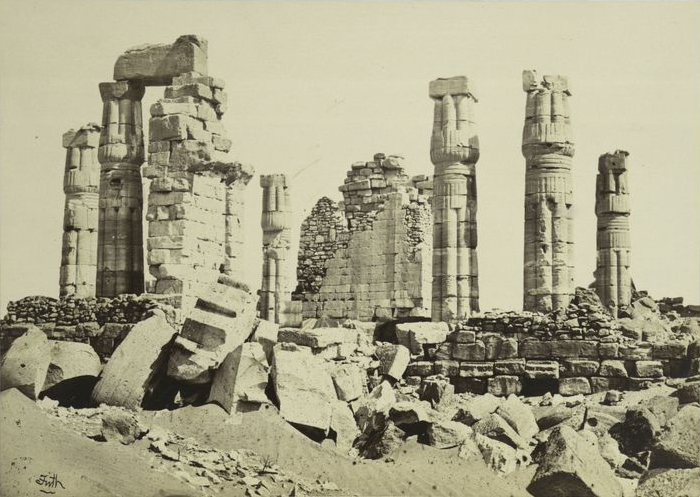
Vue de la colonnade du temple au XIXe siècle par Francis Frith.
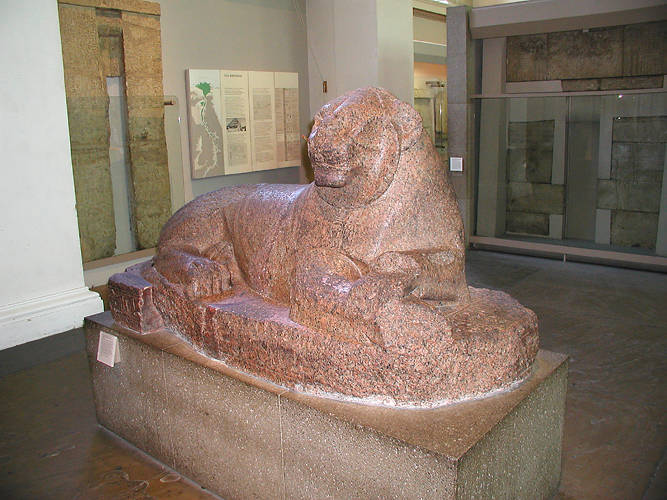
Lion au nom d'Amenhotep III, aujourd'hui au British Museum.
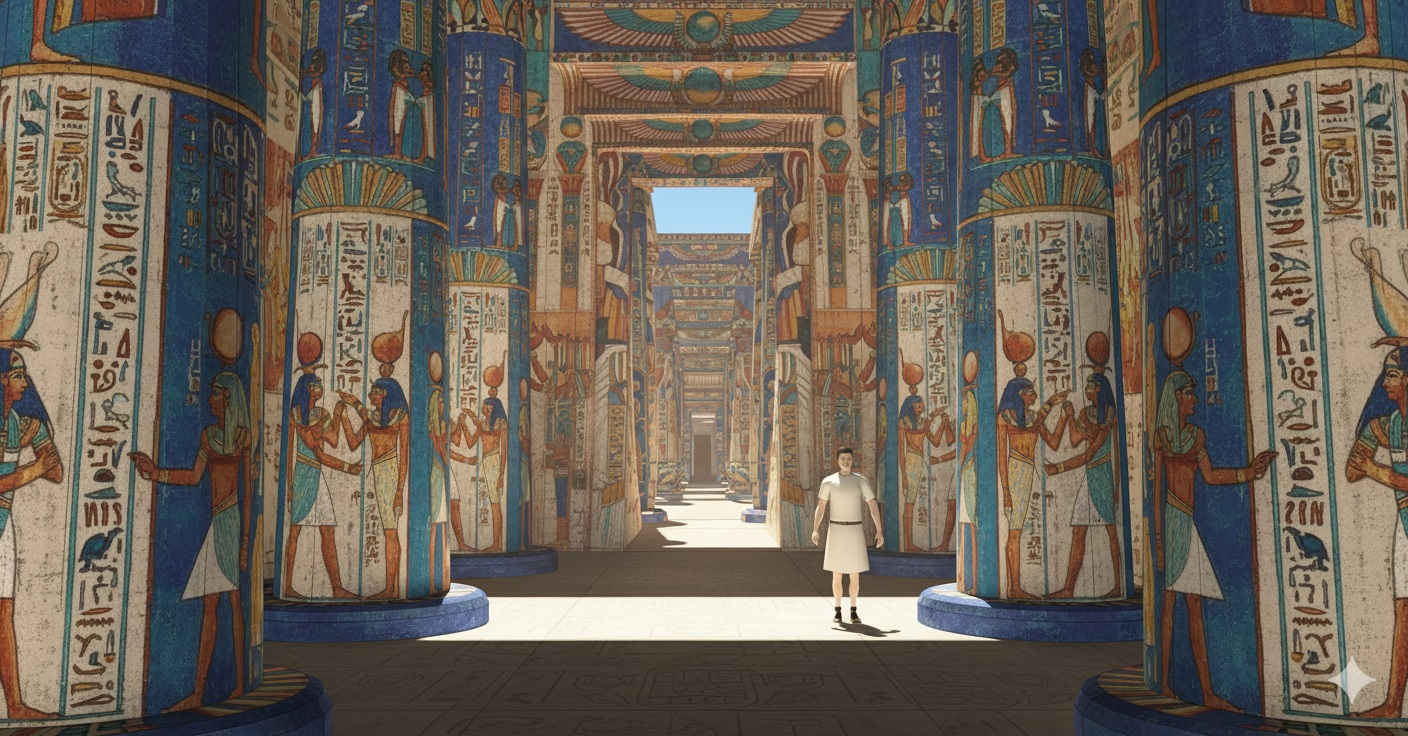
Proposition de restitution de l'enfilade du temple d'Amon à Soleb.
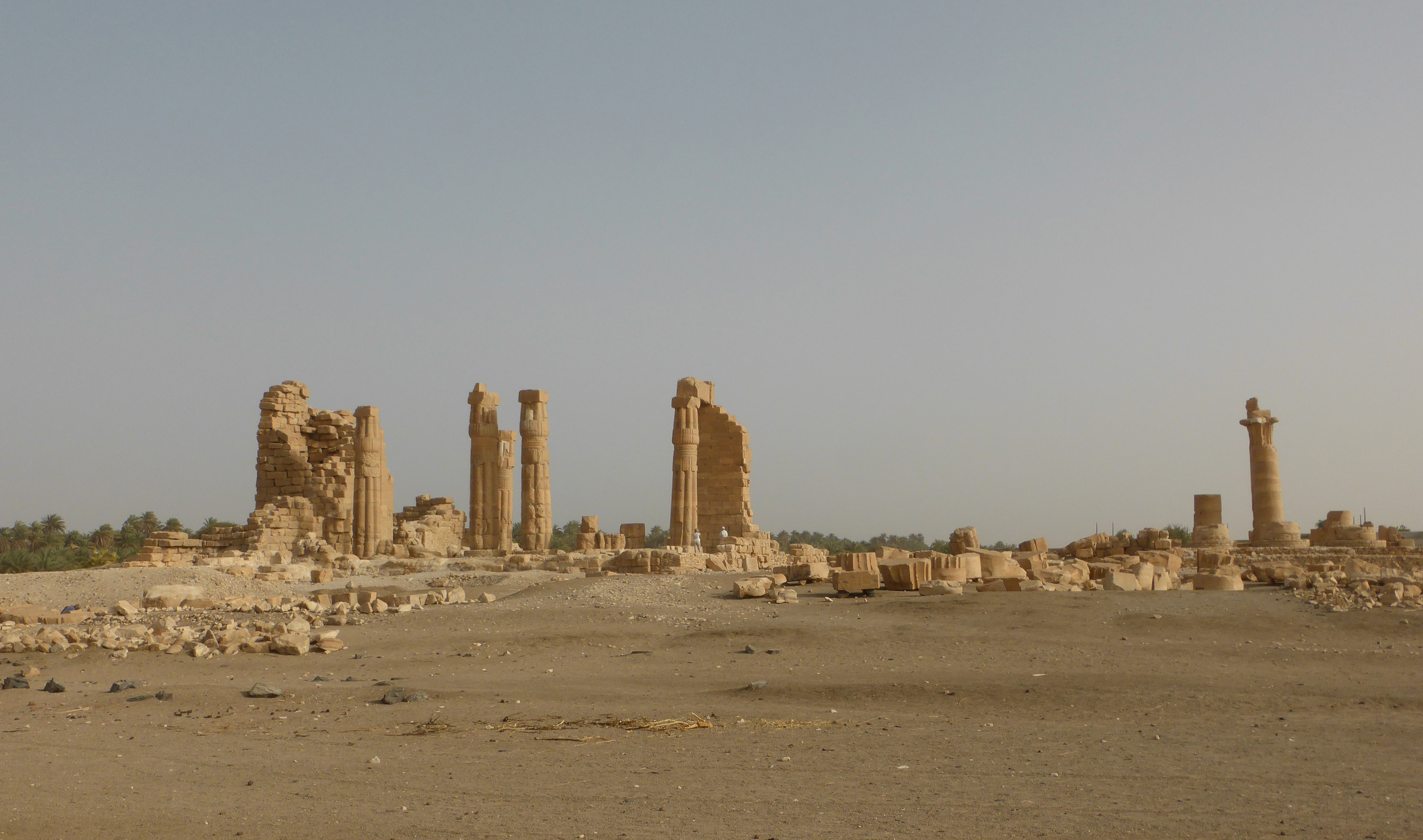
Vue globale du site